# 1024 (getal)
Het getal 1024 is een natuurlijk getal, volgend op 1023 en voorafgaand aan 1025.
Doordat 1024 overeenkomt met 210 wordt het getal veel gebruikt in computers. Die werken immers met binair genoteerde getallen. Als eenheid van informatie voor computeropslag wordt 1024 byte ook wel een kibibyte genoemd (afgekort KiB). Tevens wordt de hoofdletter K als symbool gebruikt.
- 1 KiB = 1024 byte

1024 is ook het kwadraat van 32, want 1024 = 210 = (25)2 = 322.
1024 is het kleinste getal dat door exact elf getallen deelbaar is.